# Ten (Einheit)
Das Ten war ein Getreidemaß in Rangun. Eine andere Bezeichnung war Korb oder Basket. Das Maß wurde auch als Flüssigkeitsmaß und für diverse trockene Waren genutzt.
Die Maßkette für dieses Maß war
- 1 Ten = 4 Saits zu 2 Sarots (1 S. = 29,8 Liter) zu 2 Pyis zu 4 Sales zu  2 Lames zu 2 Lamyets = 238,4 Liter[2]
- 1 Ten = 4 Saits = 8 Sarots = 16 Pyis = 64 Sales = 128 Lames = 256 Lamyets
- 1 Ten (geschälter Reis) = 16 Pehktha/Wifs = 26,49 Kilogramm